# Luis García San Miguel
Luis García-San Miguel Rodríguez-Arango, ou plus simplement Luis García San Miguel, né le 10 novembre 1929 et mort le 17 décembre 2006, est un juriste et philosophe espagnol. Il est professeur universitaire de philosophie du droit et l'auteur de plusieurs ouvrages, certains à caractère didactique, d'autres ayant une nature plus investigative.
En 1987, il est nommé recteur de la faculté de droit de l'université d'Alcalá, poste qu'il occupe pendant 12 ans. À partir de 1999, Luis Garcia San Miguel est nommé professeur émérite de cette même université. 

## Biographie
Né en 1929 à Oviedo, Luis García San Miguel obtient un doctorat en droit dans l'université de cette ville. Il continue ensuite ses études universitaires pour obtenir un bachelor de philosophie, cette fois à l'université de Madrid. 
La combinaison de ces deux matières lui permet de se spécialiser dans la philosophie du droit, il entre d'ailleurs en 1979  dans l'Association espagnole de la philosophie du droit. Il occupe ensuite le poste de directeur de l'Institut d'études de sécurité de l'Union européenne jusqu'en 1988.
Ayant de fortes convictions démocratiques, García San Miguel aura de grande difficulté pour occuper ses fonctions universitaires. En effet, les idées développées par celui-ci à l'intérieur des universités gênent grandement le pouvoir en place, sa carrière universitaire sera bloquée pendant longtemps à cause des théories développées par García San Miguel. Par exemple, la publication de Notes pour une critique de la raison juridique en 1969 et de La société autogérée: une utopie démocratique en 1972 sont des œuvres qui seront fortement critiquées par le pouvoir franquiste.
Vers la fin du franquisme, García San Miguel a apporté des propositions quant à la transition démocratique espagnole. Ses idées quant à cette transition sont reflétées dans son ouvrage Théorie de la transition paru en 1981, il y défend l'idée selon laquelle la meilleure transition du régime pourrait se faire depuis l'intérieur de l'appareil même du système politique franquiste, et donc qu'une rupture complète avec ce système ne serait pas la manière la plus efficace pour instaurer une démocratie en Espagne.
García San Miguel se définissait comme idéologiquement situé entre les deux écoles qui marquait le monde de la philosophie du droit  de l'Espagne de la fin du franquisme. Il se situait donc entre l'école proche du marxisme révolutionnaire, qu'il nommait Los de Ferraz, et l'école du iusnaturalisme  catholique défendue par les disciples d'Elías de Tejada, que San Miguel nommait Los de Trento. García San Miguel considérait donc sa pensée entre libérale et social-démocrate, à l'époque où le parti politique espagnol social-démocrate (PSOE) avait des influences marxistes révolutionnaires.

## Récompenses
Le 23 mars 2001, Luis García San Miguel reçoit la grand-croix de l'ordre d'Alphonse X le Sage.